# Meromyza nartshukiana
Meromyza nartshukiana är en tvåvingeart som beskrevs av Lidia Ivanovna Fedoseeva 1982. Meromyza nartshukiana ingår i släktet Meromyza och familjen fritflugor.
Artens utbredningsområde är Mongoliet. Inga underarter finns listade i Catalogue of Life.